# 独立門 (テレビドラマ)
『独立門』（どくりつもん）は、1984年に韓国放送公社 (KBS) で放送された韓国の大河ドラマ。

## 概要
1984年1月1日から12月20日まで放送された。1894年の東学党の乱から1910年の日韓併合の前後に朝鮮の植民地化に抵抗した人たちを描く。パク・チリョン、ナ・ヨンヒ、ソ・インソク、ペク・ユンシク、ミン・ジファン、キム・ソンウォン、パク・ピョンホ、ミン・ウク、イム・ヒョク、チョン・ユンヒ、アン・オクヒ、オ・ジョンフンが出演した。脚本は1981年のKBS大河ドラマ『大命』の脚本家イ・チョルヒャンが書き、チャン・ギオが演出した。1984年の韓国のテレビでは日本を特集した番組が多く放送され、そういった韓日親善の気運に影響されて、夏から放送された『独立門』第2部では政治的側面が排除された。

## 放送日程
| 放送回 | 放送日          | 題                         |
| ------ | --------------- | -------------------------- |
| 第1回  | 01984年01月01日 | 朔風の中に咲く花           |
| 第2回  | 01月08日        | 春生門の竜巻               |
| 第3回  | 01月15日        | 露館播遷                   |
| 第4回  | 01月22日        | 陛下、還宮なさってください |
| 第5回  | 01月29日        | その喊声、こだまになって   |
| 第6回  | 02月05日        | 独立門を立てよ             |
| 第7回  | 02月12日        | ああ！ 独立門              |
| 第8回  | 02月19日        | 南山の上、あの松           |
| 第9回  | 02月26日        | 絶影島の暗雲               |
| 第10回 | 03月04日        | 万民共同会                 |
| 第11回 | 03月11日        | 自由民の喊声               |
| 第12回 | 03月18日        | 受難の独立協会             |
| 第13回 | 03月25日        | 立ち去る先覚者             |
| 第14回 | 04月01日        | 激浪                       |
| 第15回 | 04月08日        | 光となって照らす           |
| 第16回 | 04月15日        | 炬火                       |
| 第17回 | 04月22日        | 台風の前夜                 |
| 第18回 | 04月29日        | 伊藤博文の二つの顔         |
| 第19回 | 05月06日        | 激動の歳月                 |
| 第20回 | 05月13日        | 仁化門に咲く花             |
| 第21回 | 05月20日        | 対決                       |
| 第22回 | 05月27日        | その日の旗手たち           |
| 第23回 | 06月03日        | 国脈                       |
| 第24回 | 06月10日        | 風前の灯火                 |
| 第25回 | 06月17日        | 日露戦争                   |
| 第26回 | 06月24日        | 暗闇の光                   |
| 第27回 | 07月01日        | 光を探して                 |
| 第28回 | 07月08日        | 熱いこだま                 |
| 第29回 | 07月15日        | 満ち潮                     |
| 第30回 | 07月22日        | 怒りの歳月                 |
| 第31回 | 07月29日        | 是日也放声大哭             |
| 第32回 | 08月05日        | 大忠臣                     |
| 第33回 | 09月16日        | 鐘声                       |
| 第34回 | 10月07日        | 炎のようなこだま           |
| 第35回 | 10月14日        | 炎は風の中に               |
| 第36回 | 10月21日        | 明日に向かって             |
| 第37回 | 11月01日        | 様の手                     |
| 第38回 | 11月08日        | 星になって歌え             |
| 第39回 | 11月15日        | この風塵の世上             |
| 第40回 | 11月22日        | その風の中に               |
| 第41回 | 11月29日        | 様の香り                   |
| 第42回 | 12月06日        | 遠い道                     |
| 第43回 | 12月13日        | 怒りの季節                 |
| 最終回 | 12月20日        | 我が愛、韓半島よ           |